# Côte de Lumière
Con Côte de Lumière si intende il litorale atlantico del dipartimento francese della Vandea, nella regione dei Paesi della Loira.

## Geografia
Essa è costituita dalle seguenti stazioni balneari:
- Saint-Jean-de-Monts
- Saint-Hilaire-de-Riez
- Saint-Gilles-Croix-de-Vie
- Bretignolles-sur-Mer
- Brem-sur-Mer
- Olonne-sur-Mer
- Les Sables-d'Olonne
- Talmont-Saint-Hilaire
- Jard-sur-Mer
- Saint-Vincent-sur-Jard
- Longeville-sur-Mer
- La Tranche-sur-Mer